# Fornicia flavoabdominis
Fornicia flavoabdominis är en stekelart som beskrevs av He och Chen 1994. Fornicia flavoabdominis ingår i släktet Fornicia och familjen bracksteklar. Inga underarter finns listade i Catalogue of Life.